# 菊希·曹拉
菊希·曹拉（1967年11月13日—）是活躍於二十世紀末期至今的印度演員，她曾經獲得印度小姐桂冠。

## 個人生活
生于旁遮普邦，現已結婚，育有二名子女。

## 得獎
- 1984年 - 印度小姐冠軍
- 1984年 - 世界環球小姐競賽最佳民族服裝獎
- 1989年 - 印度電影學院最佳新人獎，電影名：Qayamat Se Qayamat Tak
- 1994年 - 印度電影學院最佳女演員獎，電影名：Hum Hain Rahi Pyar Ke
- 1999年 - 寶萊塢最感人角色獎，電影名：Duplicate
- 2004年 - 寶萊塢最佳女配角獎，電影名：3 Deewarein

## 外部連結
- 菊希·曹拉在互联网电影资料库（IMDb）上的資料（英文）